# Khai triển Laplace
Trong đại số tuyến tính, khai triển Laplace, được đặt tên theo Pierre-Simon Laplace, còn được gọi là khai triển phần bù đại số, là một biểu thức cho định thức |B| của một  ma trận n × n B theo các định thức con đầu của B.
Đối với các ma trận lớn, khi tính toán, khai triển Laplace nhanh chóng trở nên kém hiệu quả so sánh với các phương pháp sử dụng phân tích ma trận.

## Phát biểu
Phần bù đại số (i,j) của ma trận B là vô hướng Cij xác định bởi
{\displaystyle C_{ij}\ =(-1)^{i+j}M_{ij}\,,}
trong đó Mij là định thức con của B tạo ra từ việc xóa hàng thứ i và cột thứ j của B.
Khai triển Laplace được phát biểu như sau
Định lý. Giả sử B = [ b ij ] là một  ma trận n*n và i, j là hai phần tử của {1,2,...,n }.
Thế thì định thức của | B | thỏa mãn:
{\displaystyle {\begin{aligned}|B|&=b_{i1}C_{i1}+b_{i2}C_{i2}+\cdots +b_{in}C_{in}\\[5pt]&=b_{1j}C_{1j}+b_{2j}C_{2j}+\cdots +b_{nj}C_{nj}\\[5pt]&=\sum _{j'=1}^{n}b_{ij'}C_{ij'}=\sum _{i'=1}^{n}b_{i'j}C_{i'j}\end{aligned}}}
Các biểu thức trên lần lượt được gọi là khai triển Lalace theo hàng i và theo cột j của ma trận B.

## Ví dụ
Xét ma trận
{\displaystyle B={\begin{bmatrix}1&2&3\\4&5&6\\7&8&9\end{bmatrix}}.}
Khai triển Laplace theo hàng đầu tiên:
{\displaystyle {\begin{aligned}|B|&=1\cdot {\begin{vmatrix}5&6\\8&9\end{vmatrix}}-2\cdot {\begin{vmatrix}4&6\\7&9\end{vmatrix}}+3\cdot {\begin{vmatrix}4&5\\7&8\end{vmatrix}}\\[5pt]&=1\cdot (-3)-2\cdot (-6)+3\cdot (-3)=0.\end{aligned}}}
Khai triển Laplace theo cột thứ hai:
{\displaystyle {\begin{aligned}|B|&=-2\cdot {\begin{vmatrix}4&6\\7&9\end{vmatrix}}+5\cdot {\begin{vmatrix}1&3\\7&9\end{vmatrix}}-8\cdot {\begin{vmatrix}1&3\\4&6\end{vmatrix}}\\[5pt]&=-2\cdot (-6)+5\cdot (-12)-8\cdot (-6)=0.\end{aligned}}}